# Мещерский, Иван Всеволодович
Ива́н Все́володович Меще́рский (29 июля [10 августа] 1859, Архангельск — 7 января 1935, Ленинград) — русский учёный-механик, основоположник механики систем переменного состава (систем переменной массы). Член Санкт-Петербургского математического общества.

## Биография
Родился в городе Архангельске в небогатой семье мещанина. Начальное образование получил в Соломбальском приходском училище, затем в уездном училище. В 1871 году поступил в Архангельскую гимназию. Учитывая успехи в учёбе и «недостаточное состояние юноши», педагогический совет гимназии освободил его от платы за обучение, Мещерский даже получал небольшую стипендию. Окончил гимназию в 1878 году с золотой медалью. В аттестате была отмечена «любознательность весьма похвальная, и особенно к древним языкам и математике». В том же году поступил на математическое отделение физико-математического факультета Петербургского университета. Это было время расцвета Петербургской математической школы, созданной П. Л. Чебышёвым. Здесь Мещерский с интересом слушал лекции как самого Чебышёва, так и известных в то время профессоров А. Н. Коркина (1837—1908), К. А. Поссе (1847—1928) и многих других.
В студенческие годы Мещерский с особым интересом занимался механикой. Семья не могла оказывать ему материальную помощь, он жил на средства, которые давали частные уроки и студенческая стипендия. Принимал активное участие в качестве делопроизводителя в студенческом физико-математическом кружке. В 1882 г. он окончил университет со званием кандидата и по представлению профессора теоретической механики Д. К. Бобылёва был оставлен при университете для подготовки к профессорскому званию. С этого времени начинается его более чем полувековая научно-педагогическая деятельность.
Вскоре Мещерский опубликовал свою первую научную работу «Давление на клин в потоке неограниченной ширины двух измерений». В феврале 1888 года он был назначен хранителем кабинета практической механики, ему было установлено жалование 600 рублей в год. В 1889 сдал экзамены, необходимые для последующей защиты диссертации на соискание учёной степени магистра прикладной математики. В октябре 1890 года был зачислен в состав приват-доцентов и допущен к чтению лекций по механике. 19 ноября (1 декабря)  1890 года Мещерский прочел свою первую вступительную лекцию к курсу «Интегрирование уравнений механики»; на этом курсе в качестве вольнослушателя присутствовал гардемарин А. Н. Крылов, будущий академик и основатель русской школы кораблестроения.
В 1891 г. Мещерский получил кафедру механики на Петербургских высших женских курсах, которую занимал до 1919 г., то есть до слияния этих курсов с университетом. Кроме курса теоретической механики на Петербургских высших женских курсах и курса «Интегрирование уравнений механики» в Петербургском университете, Мещерский параллельно читал в университете лекции по графостатике и вёл практические занятия по общему курсу теоретической механики, читал курс вариационного исчисления в Институте инженеров путей сообщения.
В 1893 году Мещерский был отправлен в командировку за границу на один год для ознакомления с преподаванием механики и механическими кабинетами в Италии, Франции, Швейцарии и Германии. По результатам поездки он опубликовал объёмную статью, напечатанную в 1894 году в «Журналах Министерства народного просвещения» и в 1895 отдельной брошюрой. Впоследствии он любил ездить на каникулярное время за границу, часто бывал во Франции. Мещерский свободно владел французским, занимался переводом на французский язык мемуаров П. Л. Чебышёва.
1 (13) декабря 1897 года, через 15 лет после окончания университета, Мещерский успешно защитил в Петербургском университете диссертацию на тему «Динамика точки переменной массы», представленную им для получения степени магистра прикладной математики (примерный аналог современной степени кандидата наук или доктора философии).
В 1902 г. приват-доцент Санкт-Петербургского университета надворный советник И. В. Мещерский занял должность ординарного профессора по кафедре теоретической механики на электромеханическом отделении Санкт-Петербургского политехнического института. Здесь до конца жизни протекала его основная научно-педагогическая работа. И. В. Мещерский 25 лет вёл педагогическую работу в Петербургском университете и 33 года — в Политехническом институте. За эти годы он обучил тысячи специалистов. Многие его слушатели стали крупными учёными (академик А. Н. Крылов, профессор Г. В. Колосов и др.).
С 10 (23) октября 1907 года по 10 (23) октября 1908 года занимал должность директора Санкт-Петербургского политехнического института.
За заслуги в области научной и педагогической деятельности И. В. Мещерскому в 1915 году было присвоено почётное звание «Заслуженный профессор Петербургского Политехнического Института Императора Петра Великого».
Состоял в гражданском браке с «лекарской помощницей» (фельдшером) Анной Яковлевной Вавиловой (27 августа (9 сентября)  1917 года брак официально оформлен венчанием).
После Октябрьской революции продолжал научно-преподавательскую работу в Политехническом институте. Кроме того, работал в Ленинградском областном научно-техническом комитете, где участвовал в рассмотрении разнообразных задач, связанных с развитием промышленности Ленинградской области. В последние годы жизни заведовал секцией физико-математической терминологии при Главной Палате мер и весов.
За выдающиеся заслуги в области науки И. В. Мещерскому в 1928 году было присвоено звание заслуженного деятеля науки.
19 ноября 1934 года по состоянию здоровья был переведён на должность консультанта кафедры теоретической механики Ленинградского Индустриального института.
Умер в Ленинграде 7 января 1935 года в 12 часов дня от инсульта. Похоронен на Богословском кладбище.

## Научно-педагогическая деятельность
Широко известен курс теоретической механики И. В. Мещерского и особенно его «Сборник задач по теоретической механике» (первое издание — 1914 г.), выдержавший (на конец 2012 г.) 51 издание и принятый в качестве учебного пособия для высших учебных заведений не только в СССР, но и в ряде зарубежных стран. Сборник Мещерского, как и его работа «Преподавание механики и механические коллекции в некоторых высших учебных заведениях Италии, Франции, Швейцарии и Германии» (1895), немало способствовали подъёму научного и педагогического уровня преподавания механики в высших учебных заведениях России.
И. В. Мещерскому принадлежит ряд работ по общей механике, но наибольшую известность получили его исследования по динамике точки переменной массы. Уже упоминавшаяся его работа «Динамика точки переменной массы» (1897) стала основополагающей в процессе становления механики систем переменной массы (или систем переменного состава — более точный термин, предпочитаемый авторами современных изданий). Во втором выдающемся труде Мещерского «Уравнения движения точки переменной массы в общем случае» (1904) его теория получила окончательное и в высшей степени изящное выражение. Здесь он устанавливает и исследует общее уравнение движения точки, масса которой изменяется от одновременного процесса присоединения и отделения материальных частиц (ныне это уравнение известно как уравнение Мещерского).
И. В. Мещерский не только разработал теоретические основы динамики точки переменной массы, но и рассмотрел большое количество частных задач о движении таких точек (например, задачи о восходящем движении ракеты и вертикальном движении аэростата). Он подверг весьма обстоятельному исследованию движение точки переменной массы под действием центральной силы, заложив тем самым основания небесной механики тел переменной массы. Он исследовал также и некоторые проблемы движения комет. И. В. Мещерский впервые сформулировал и так называемые обратные задачи динамики точки переменной массы, когда по заданным внешним силам и траекториям определяется закон изменения массы.
Огромное практическое значение исследований И. В. Мещерского в области механики точки переменной массы выявилось с достаточной полнотой лишь после окончания Второй мировой войны, когда человечество вплотную подошло (а затем и приступило) к освоению космического пространства. В это время появляется большое число глубоких теоретических исследований, посвящённых как специальным проблемам ракетодинамики и динамики тел переменного состава, так и значительному обобщению результатов исследований Мещерского. Опираясь на его труды, многие советские и зарубежные учёные разработали основные вопросы динамики произвольных изменяемых систем переменного состава. Технический прогресс в области реактивного движения наглядно показывает проницательность и глубину научных исканий Мещерского.
В историю науки Мещерский вошёл как основоположник механики систем переменного состава (переменной массы). Его исследования в этой области явились теоретической основой современной ракетодинамики. Его имя неразрывно связано с именем одного из создателей научных основ космонавтики — К. Э. Циолковского.
Его именем назван кратер Мещерский на Луне.

## Научные труды
Ниже приведён неполный список научных трудов Мещерского и созданных им учебных пособий.
- Дифференциальные связи в случае одной материальной точки[11]. — Харьков: Университ. тип., 1887. 12 с.
- Динамика точки переменной массы : магистерская диссертация. — СПб.: Санкт-Петербургский университет, 1897.
- Динамика точки переменной массы (Рассуждение И. В. Мещерского). СПб.: Тип. Имп. акад. наук, 1897. 160 с.
- Кинетика точки : лекции, читанные на Санкт-Петербургских Высших Женских Курсах в 1902 году. СПб : Типо-лит. А. Ф. Маркова. 135 с.
- Уравнение движения точки переменной массы в общем случае // Изв. С.-Петерб. политехнического ин-та. 1904. Т ½. С. 77—118.
- Теоретическая механика (лекции, читаемые в СПб. Политехническом ин-те проф. И. В. Мещерским в 1906/07 уч. году). В 2 ч. СПб.: Изд. студенческой кассы взаимопомощи при СПб. Политехническом ин-те. Типо-лит. И. Трофимова. 316 с.
- Сборник задач, относящихся к курсу теоретической механики. Ч. 1. СПб.: Изд. студенческой кассы взаимопомощи при СПб. Политехническом ин-те. Типо-лит. И. Трофимова. 1909. 91 с.; (1998. 37-е изд. 448 с.).
- Кабинет теоретической механики Санкт-Петербургского Политехнического института императора Петра Великого. СПб. : Тип. «Печатный Труд», 1911. 8 с.
- Задача из динамики переменных масс // Изв. Первого Петроградского политехнического ин-та. Пг., 1918. Т. 27. С. 101—112.
- Гидродинамическая аналогия прокатки // Известия Первого Петроградского политехнического института : Отдел техники, естествознания и математики / ред. Ф. Левинсон-Лесинг. — Петроград, 1919. — (Тр. СПбГТУ ; Т.28). — С. 141—180.
- Дифференциальные уравнения движения жироскопического вагона однорельсовой железной дороги // Отд. отт. Пг., 1921. С. 133—162 из кн.: Проект однорельсовой жироскопической железной дороги Петроград ― Гатчино системы П. П. Шиловского / ВСНХ, Комиссия по сооружению однорельсовой жироскопической железной дороги. — Петроград : Государственное издательство, 1922. — [4], 265, [1] с., [1] л. табл. — (Научно-техническая библиотека. Серия 9 ; № VIII―I).

Кроме того, им опубликованы статьи «Давление на клин в потоке неограниченной ширины двух измерений», «Теоретические исследования манометрической трубки», «Современное положение вопроса о механических единицах», «Труды Б. К. Бобылева по гидродинамике» и т. д.
После смерти Мещерского его труды неоднократно переиздавались; см. например: Мещерский И. В. Работы по механике тел переменной массы. М.: Гос. изд-во техн.-теоретической литературы, 1952. 280 с.

## Награды
Действительный статский советник И. В. Мещерский за выслугу лет и безупречную службу был награждён орденами и медалями Российской Империи:
- 1898 год — Орден Святого Станислава, 3-й степени;
- 1902 год — Орден Святой Анны, 3-й степени;
- 1906 год — Орден Святой Анны, 2-й степени;
- 1916 год — Орден Святого Владимира, 4-й степени;
- Серебряные медали в память царствования императора Александра III 2-й, 3-й и 4-й степеней.

Кроме того, ему были присвоены почётные звания:
- 1915 год — «Заслуженный профессор Петроградского Политехнического Института Императора Петра Великого» (это почётное звание И. В. Мещерскому было присвоено за заслуги в области научной и педагогической деятельности).
- 1928 год — «Заслуженный деятель науки РСФСР» (это почётное звание И. В. Мещерскому было присвоено по ходатайству Совета Петроградского Политехнического Института за выдающиеся заслуги в области науки).